# Houston City Hall
Die Houston City Hall ist Sitz der Stadtverwaltung von Houston und im National Register of Historic Places aufgeführt.

## Geschichte
In den 1920er Jahren wurde klar, dass das alte, seit 1841 bestehende Rathaus auf dem Old Market Square, einem von den Stadtgründern und Brüdern John Kirby Allen und Augustus Chapman Allen gestifteten Baugrundstück, nicht mehr zur Unterbringung der Stadtverwaltung geeignet war. 1927 begann die Finanzierung der Houston City Hall mit der Ausgabe von Schuldverschreibungen. Während der Großen Depression geriet die Arbeit der Planungskommission für den Neubau ins Stocken. Daher wurde von der im Juni 1933 im Rahmen des New Deal geschaffenen Public Works Administration (PWA), einem öffentlichen Bauprogramm des Bundes, Unterstützung durch Arbeitsbeschaffungsmaßnahmen beantragt. Am 8. August 1937 wurde dem stattgegeben und die Stadt erhielt einen Grant von der Works Progress Administration. Kurz darauf wurde per Rechtsverordnung von der Planungskommission und Bürgermeister R.H. Fonville der westliche Teil des George and Martha Hermann Square als Baugrund festgelegt.
Entgegen den Einwänden Fonvilles, dem dessen moderner Stil nicht gefiel, entschied man sich im Oktober 1937 für den in Österreich geborenen Joseph Finger als Architekten. Dieser hat in Houston auch das Texas State Hotel, das heutige 1940 Air Terminal Museum sowie weitere Gebäude entworfen. Mit dem Bau wurde die Bates Construction Company beauftragt. Eine Klage gegen den Verkauf der Bonds zur Finanzierung der Houston City Hall wurde vom Texas Supreme Court abgewiesen, verzögerte aber den Baubeginn.
Die elfstöckige Houston City Hall wurde von 7. März 1938 bis Juli 1939 erbaut und steht, flankiert vom Tranquility Park und der Houston Public Library, im heutigen Downtown Houston inmitten mehrerer Wolkenkratzer. Der Grundstein wurde am 1. Oktober 1938 gelegt und in ihm eine Zeitkapsel mit einer Bibel, einer Kopie der Stadturkunde, drei Tageszeitungen aus Houston und dem damaligen Jahresbericht des städtischen Wirtschaftsprüfers hinterlegt. Die Baukosten für das im Stil des Art déco aus texanischem Kalkstein errichtete Rathaus betrugen inklusive der umliegenden Parkgestaltung und der Inneneinrichtung 1.670.000 US-Dollar. Die Houston City Hall war eines der ersten voll klimatisierten Bürogebäude der Stadt.
Von der Gestaltung her ähnelt die Houston City Hall vielen anderen Rathäusern, die zu dieser Zeit im Südwesten der Vereinigten Staaten gebaut wurden.
Am 3. Dezember bezogen der Bürgermeister und die Mitglieder des Stadtrats ihre neuen Räume in der Houston City Hall. Das alte Rathaus wurde in einen Busbahnhof umfunktioniert und bei einem Brand 1960 zerstört.
Am 18. September 1990 wurde die Houston City Hall in das National Register of Historic Places aufgenommen.

## Architektur

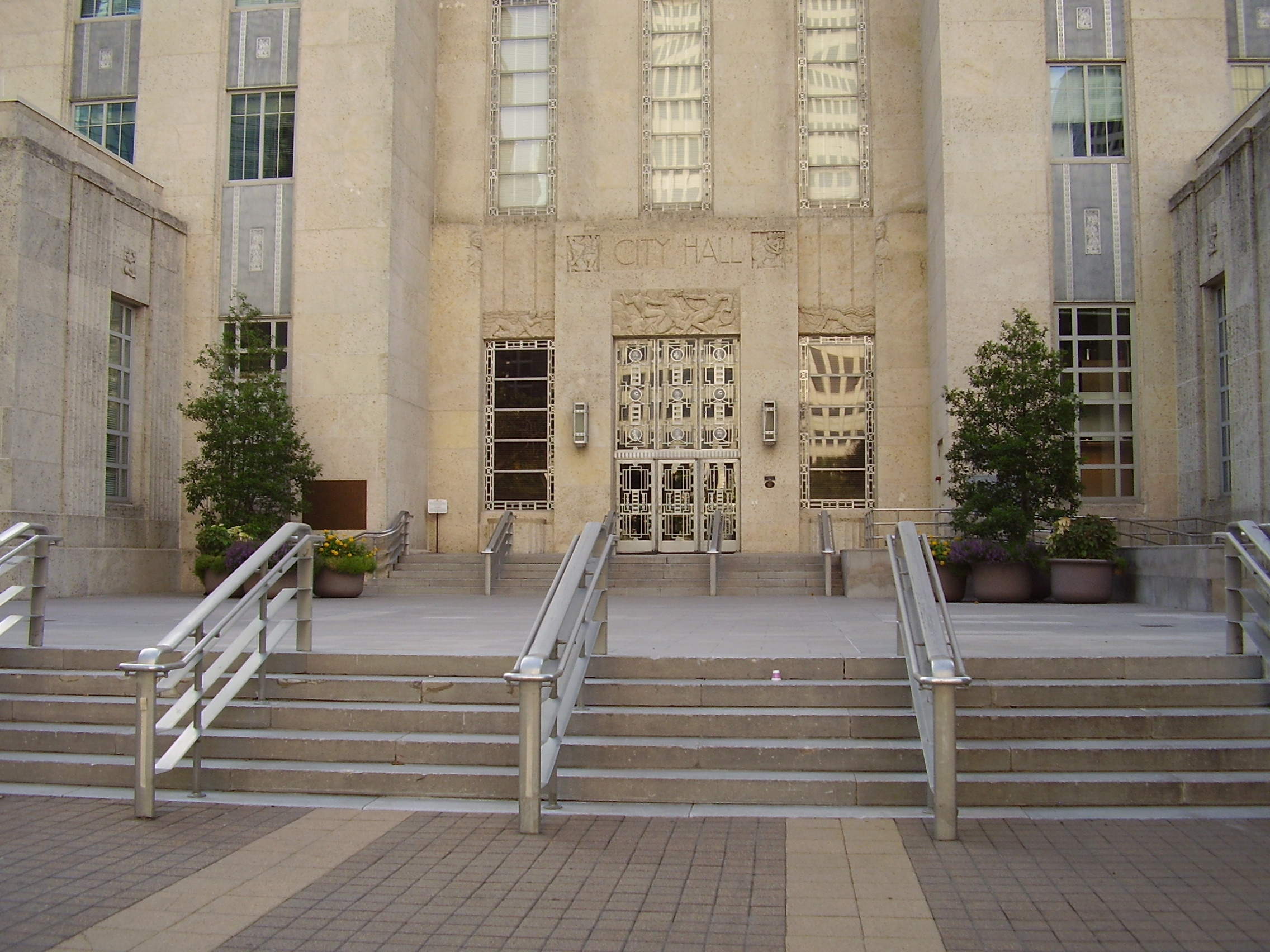
Eingangsbereich mit Steinrelief im Türsturz und Medaillen im Gitterwerk

Die Eingangstüren wurden mittels Aluminiumdruckguss hergestellt. Im Gitterwerk über dem Eingang stellen Medaillen aus Aluminium die großen Gesetzgeber der Weltgeschichte dar, unter anderem Echnaton, Julius Cäsar, Karl den Große und Thomas Jefferson. Im Türsturz über dem Portal zum Foyer stellt ein Steinrelief zwei Männer dar, die ein Wildpferd zähmen. Die Wände des Foyer wie auch die der Vorräume zu den Fahrstühlen, deren Gehäusewand aus Walnussholz gearbeitet ist, sind mit hellem, geadertem Marmor verkleidet. Ein Gipsrelief an der Decke des Foyer stellt die von den zwölf Tierkreiszeichen umgebene westliche Hemisphäre mit dem fünfzackigen Stern von Houstons Stadtflagge als Zentrum dar. Die vom Sockelgeschoss bis zum dritten Stockwerk führende Treppe hat marmorne Stufen und ein Geländer aus Aluminium.
Vor der Houston City Hall im Osten liegt der George and Martha Hermann Square, in dessen Mitte sich ein Reflexionsbecken befindet.